# Чернацьке (Новгород-Сіверський район)
Черна́цьке —  село в Україні, у Новгород-Сіверській міській громаді Новгород-Сіверського району Чернігівської області. Населення становить 63 осіб. До 2020 орган місцевого самоврядування — Команська сільська рада.

## Назва
Історична назва села - Янчюкове.

## Історія
Селище Янчюкове значиться в царських грамотах 1551 та 1602 рр. щодо угідь Новгород-Сіверського Спасо-Преображенського монастиря. Зокрема одне з бортних угідь було довжиною в 3 версти від монастиря на південь до Янчюкова селища, а шириною у 2 версти від Янчюкова селища, від Десни на захід  до Путивльської дороги, тобто до нинішнього залізничного тупику або ж початку залізниці до Горбова, до Десни.
12 червня 2020 року, відповідно до розпорядження Кабінету Міністрів України № 730-р «Про визначення адміністративних центрів та затвердження територій територіальних громад Чернігівської області», увійшло до складу Новгород-Сіверської міської громади.
19 липня 2020 року, в результаті адміністративно - територіальної реформи та ліквідації колишнього Новгород-Сіверського району, село увійшло до новоствореного Новгород-Сіверського району Чернігівської області.

## Пам'ятки
ПОблизу села знаходиться місце загибелі найвидатнішого лицаря українського народу Івана Богуна, согила розташована на високій горі над Десною, яку всі місцеві звуть Івановою. 

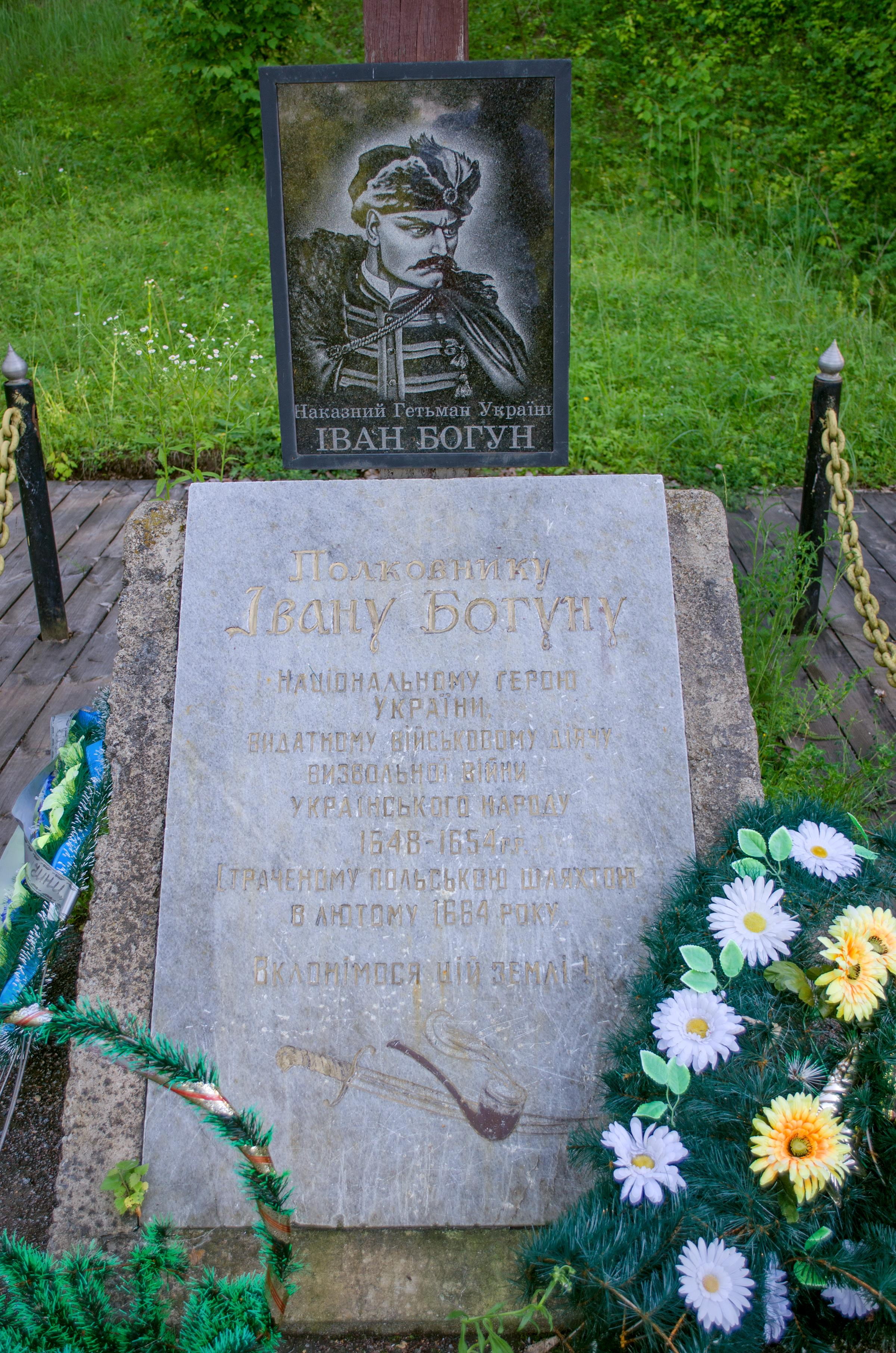
Могила полковника Івана Богуна
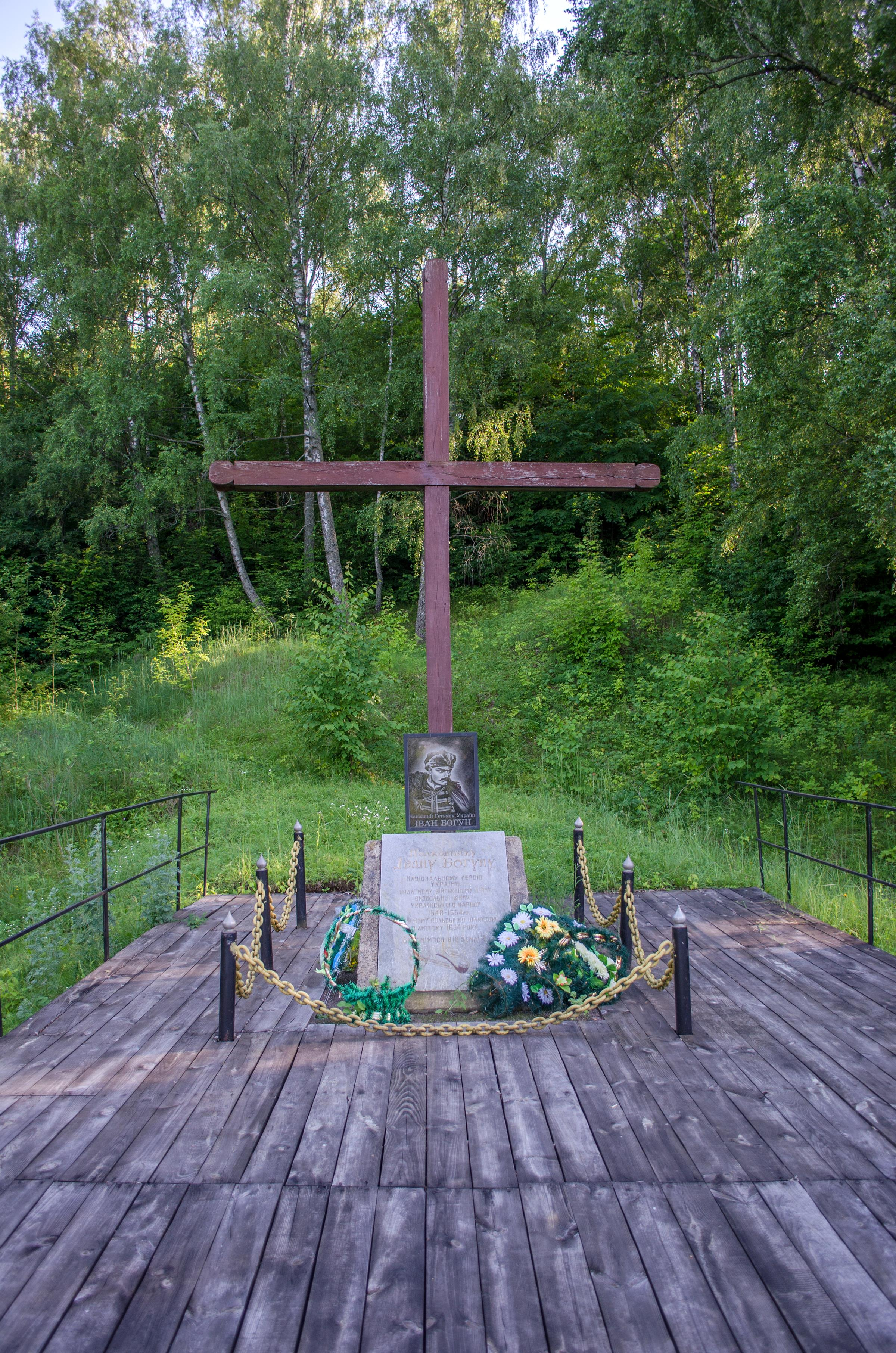
Могила полковника Івана Богуна
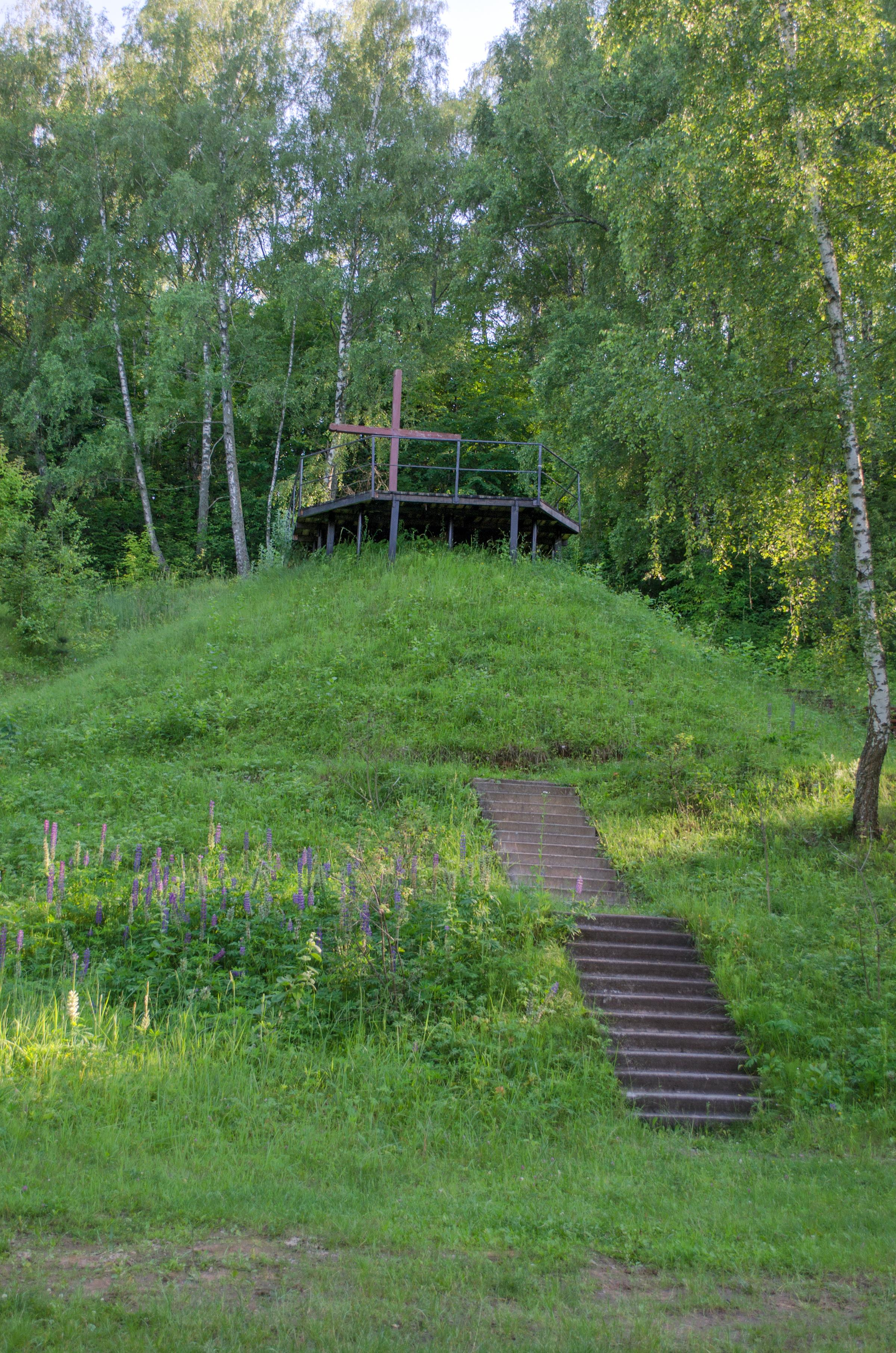
Могила полковника Івана Богуна